# Сингх, Ранвир
Ранвир Сингх Бхавнани (хинди रणवीर सिंह भवनानी, англ. Ranveer Singh Bhavnani, род. 6 июля 1985 года, Бомбей, Индия) — индийский актёр, снимающийся в фильмах на хинди. Лауреат кинопремии Filmfare Award за лучшую мужскую роль.

## Биография
Ранвир родился в Бомбее в семье представителей народа синдхи: Анджу и Джагджита Сингха Бхавнани.
Его предки Сундер Сингх Бхавнани и Чанд Бурке переехали в Бомбей из Карачи во время раздела Индии.
Имеет старшую сестру Ритику
и является троюродным братом Сонам и Реи Капур. По его словам, он перестал носить свою фамилию Бхавнани, так как он считал, что с ней имя было бы «слишком длинным, со слишком большим количеством слогов», тем самым принижая его бренд как «продаваемого товара».
Ранвир всегда стремился стать актёром и участвовал в нескольких школьных пьесах и дебатах. Однажды, когда он отправился на день рождения, его бабушка попросила его станцевать и развлечь её. Он вспоминает, что он внезапно прыгнул на газон и начал танцевать под песню «Chumma Chumma» из кинофильма «Добрые друзья». Он почувствовал азарт от выступления и заинтересовался актёрской игрой и танцами.
Однако после того, как он поступил в Колледж торговли и экономики в Мумбаи, он понял, что получить прорыв в киноиндустрии будет совсем нелегко, так как возможности, во основном, получали люди как-то с ней связанные. Чувствуя, что идея актёрского мастерства «слишком искусственна», он сосредоточился на творческом пути и отправился в Соединенные Штаты, где получил степень бакалавра искусств в Университете Индианы.
В университете он выбрал класс актёрского мастерства и театр как основную специальность на первом курсе. После окончания учебы и по возвращении в Мумбаи в 2007 году Сингх несколько лет работал в рекламе в качестве копирайтера, сотрудничая с такими агентствами, как O&M и J. Walter Thompson. После этого он работал помощником режиссёра, но оставил это место ради занятий актёрским мастерством. Затем он решил отправить свое портфолио режиссёрам. Он ходил на всевозможные прослушивания, но не получал никаких хороших возможностей, только предложения незначительных ролей: «Все было так мрачно. Это было очень неприятно. Были времена, когда я думал, что делаю ли я правильные вещи или нет».
В начале 2010 года Ранвир принял участие в кастинге на главную роль в фильме «Свадебная церемония» с Анушкой Шармой, на счету которой тогда был только один фильм. Адитья Чопра, вице-президент компании, позже посмотрев видео с прослушивания, был впечатлён его игрой и отдал роль ему.
Сингх описывает своего героя Битту Шарма как типичного парня из Дели. Чтобы подготовиться к роли, он проводил время со студентами в кампусе Делийского университета. Фильм имел коммерческий успех, собрав 214 млн рупий по всей стране
и принёс Ранвиру Filmfare Award за лучшую дебютную мужскую роль.
Вслед за первым фильмом, вышла романтическая комедия «Леди против Рикки Бахла» снова с Анушкой, которая также имела коммерческий успех.
В 2013 году вышел фильм «Разбойник», в котором Ранвир снялся вместе с Сонакши Синха.
Вдохновлённый коротким рассказом О. Генри, фильм получил положительную оценку критиков,
но провалился в прокате. Для Равнира он стал первым провальным фильмом в карьере.
В том же году состоялась премьера фильма «Рам и Лила» режиссёра Санджая Лилы Бхансали, в котором Равнир разделил экран с Дипикой Падуконе. Его персонаж гуджаратец Рам был основан на Шекспировском Ромео.
Фильм получил положительную оценку критиков,
несколько кинопремий и успех в прокате.
Сингх же был впервые номинирован на Filmfare Award за лучшую мужскую роль.
В 2015 году Ранвир принял участие в фильме «Пусть сердце бьётся», сыграв младшего члена разобщённой пенджабской семьи Мехта. Фильм стал хитом проката, собрав почти 1,5 млрд рупий по всему миру за семнадцать дней. В том же году он снова снялся с Дипикой Падуконе, исполнив роль Баджи-рао в фильме «Баджирао и Мастани», ради съёмок в котором он кардинально обрил голову и зарылся в номере отеля на 21 день, чтобы ничто не мешало входить в роль.
Фильм имел кассовый успех и принёс ему премию Filmfare.
В 2016 году вышел фильм «Беззаботные» с Ванни Капур в качестве героини, где Ранвир сыграл кокетливого делийского парня. Картина стала четвёртой режиссёрской работой Адитьи Чопры и первой без участия Шахрух Хана.

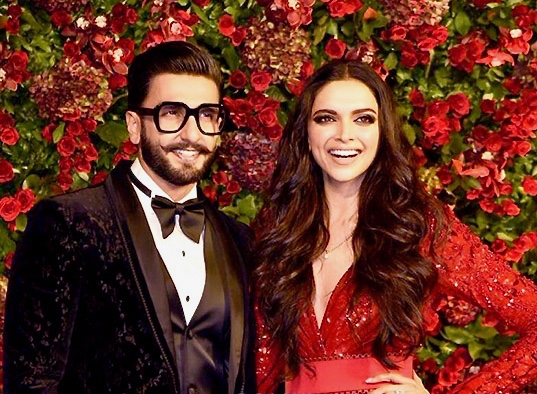
Ранвир и Дипика Падуконе в 2018

В исторической драме «Падмавати», вышедшей в начале 2018 года, Ранвир снова работал с Дипикой Падуконе и режиссёром Бхансали. Здесь он впервые в своей карьере исполнил отрицательную роль, сыграв тирана Алауддина Кхилджи, который мстил главной героине за отказ. Задолго до премьеры фильма, недовольные возможным искажением образа легендарной королевы грозили сломать ему ноги. Но, несмотря на скандалы, фильм вышел на экраны, а Ранвир за свою роль получил множество похвал от критиков. В следующем году Ранвир вместе с Алия Бхатт снялся в фильме Gully Boy, где рассказывающем о жизни рэперов в Мумбайском гетто. Также он согласился на съёмки в фильме Simbha, который стал ремейком телугуязычного фильма «Крутой нрав».

## Личная жизнь
В 2018 году Ранвир женился на актрисе Дипике Падуконе, с которой познакомился на съемках фильма «Рам и Лила» в 2012 году. Пара провела одну свадебную церемонию 14 ноября в традициях народа конкани на вилле д’Эсте и вторую — 15 ноября в традициях синдхи в отеле на Вилле Роккабруна в Италии.

## Фильмография
| Год  |   | Русское название        | Оригинальное название          | Роль                                        |
| ---- | - | ----------------------- | ------------------------------ | ------------------------------------------- |
| 2010 | ф | Свадебная церемония     | Band Baaja Baaraat             | Битту Шарма                                 |
| 2011 | ф | Леди против Рикки Бахла | Ladies vs Ricky Bahl           | Рики Бахл                                   |
| 2013 | ф |                         | Bombay Talkies                 | камео в песне «Apna Bombay Talkies»         |
| 2013 | ф | Разбойник               | Lootera                        | Варун Шривастав / Атмананд «Нанду» Трипатхи |
| 2013 | ф | Рам и Лила              | Goliyon Ki Raasleela Ram-Leela | Рам Раджари                                 |
| 2014 | ф | Вне закона              | Gunday                         | Бикрам Бос                                  |
| 2014 | ф | В поисках Фэнни         | Finding Fanny                  | Габо (камео)                                |
| 2014 | ф | Прямо в сердце          | Kill Dil                       | Дев                                         |
| 2015 | ф | Пусть сердце бьётся     | Dil Dhadakne Do                | Кабир Мехра                                 |
| 2015 | ф | Баджирао и Мастани      | Bajirao Mastani                | Пешва Баджи-рао I                           |
| 2016 | ф | Беззаботные             | Befikre                        | Дхарам Гулати                               |
| 2018 | ф | Падмавати               | Padmaavat                      | Алауддин Кхилджи                            |
| 2018 | ф | Симмба                  | Simmbha                        | Санграм Бхалерао / Симба                    |
| 2019 | ф | Парень из гетто         | Gully Boy                      | Мурад Ахмед / Gully Boy                     |
| 2020 | ф | 83                      | 83                             | Капил Дев / Kapil Dev                       |

## Награды
| Награды | Награды                    | Награды                                  | Награды             | Награды       |
| Год     | Премия                     | Категория                                | Фильм               | Ссыл.         |
| ------- | -------------------------- | ---------------------------------------- | ------------------- | ------------- |
| 2011    | Filmfare Awards            | Лучшая дебютная мужская роль             | Свадебная церемония | [ 17 ]        |
| 2011    | IIFA Awards                | Звездный дебют года (мужчины)            | Свадебная церемония | [ 37 ] [ 38 ] |
| 2011    | Lions Gold Awards          | Любимый дебютант — Мужчины               | Свадебная церемония | [ 39 ]        |
| 2011    | Screen Awards              | Самый многообещающий новичок — мужчины   | Свадебная церемония | [ 40 ]        |
| 2011    | Stardust Awards            | Супер-звезда завтрашнего дня — мужчины   | Свадебная церемония | [ 41 ]        |
| 2011    | Zee Cine Awards            | Лучший мужской дебют                     | Свадебная церемония | [ 42 ]        |
| 2016    | Screen Awards              | Лучшая мужская роль                      | Баджирао и Мастани  |               |
| 2016    | Filmfare Awards            | Лучшая мужская роль                      | Баджирао и Мастани  | [ 31 ]        |
| 2016    | Lions Gold Awards          | Лучший актёр                             | Баджирао и Мастани  | [ 43 ]        |
| 2016    | Zee Cine Awards            | Лучшая роль по мнению критиков (мужчины) | Баджирао и Мастани  | [ 44 ]        |
| 2016    | Times of India Film Awards | Лучший актёр                             | Баджирао и Мастани  | [ 45 ]        |
| 2019    | Filmfare Awards            | Лучшая мужская роль по мнению критиков   | Падмавати           | [ 46 ]        |